# Monica (cantante)
Monica, nome completo Monica Denise Arnold (Atlanta, 24 ottobre 1980), è una cantante e attrice statunitense.
Monica firmò il primo contratto discografico a 11 anni, con la Rowdy Records (etichetta dell'Arista), e incise il primo album tra i 12 e i 14 anni. L'album, intitolato Miss Thang, vide la pubblicazione nel 1995 e venne certificato in poco tempo multiplatino dalla RIAA grazie a un immediato successo; inoltre produsse diversi singoli di successo tra cui Don't Take It Personal (Just One of Dem Days) e Before You Walk Out of My Life, entrambi numeri 1 Hot R&B/Hip-Hop Songs. Monica negli anni 1990 collaborò anche a diverse colonne sonore, tra cui quella di Space Jam con il brano For You I Will, che arrivò nella top5 della Billboard Hot 100 e vendette oltre un milione di copie.
Successivamente Monica passò definitivamente all'Arista sotto la direzione di Clive Davis, con la quale pubblicò nel 1998 il suo secondo album, The Boy Is Mine, dal quale fu tratto come primo singolo l'omonimo brano, duetto in collaborazione con Brandy, che le valse un Grammy Award. All'inizio degli anni 2000 la cantante esordì come attrice in alcuni film, per tornare poi sulle scene musicali con il terzo album After the Storm, che segnò l'inizio di una collaborazione con la produttrice e musicista Missy Elliott, che scrisse e produsse brani anche per i successivi lavori dell'artista: The Makings of Me (2006), Still Standing (2010) e New Life (2012).
La rivista Billboard l'ha inserita al ventiquattresimo posto nella lista dei 50 artisti R&B/Hip-Hop di maggior successo dei venticinque anni tra il 1985 e il 2010. Il canale musicale VH1 l'ha inserita nella lista delle 100 donne migliori della musica.

## Biografia

### Infanzia
Monica Denise Arnold nasce il 24 ottobre del 1980 a Oak Park, Atlanta, Georgia, primogenita di M.C. Arnold Jr. e di Marilyn Best. Monica ha un fratello, Montez, nato nel 1983, e due fratellastri da parte di madre; è anche cugina acquisita del rapper di Atlanta Ludacris, al secolo Christopher Brian Bridges.
A soli due anni, Monica segue la madre, cantante, nelle sue esibizioni pubbliche alla Jones Chapel United Methodist Church. Dopo il divorzio dei genitori, Monica diventa il membro più giovane dei Charles Thompson and the Majestics, un coro gospel formato da dodici voci. Inoltre partecipa a molte gare di competizione canora, vincendone una ventina.

### Miss Thang(1995)
Nel 1991 il noto produttore Dallas Austin resta colpito dalle doti vocali di Monica durante una sua visita all'auditorium del Center Stage di Atlanta. A soli 11 anni la cantante ottiene il suo primo contratto discografico, con la Rowdy Records, etichetta facente parte della scuderia Arista. La cantante e attrice Queen Latifah diventa il primo manager in assoluto della giovane. Il 18 luglio 1995 vede la luce Miss Thang, il suo album d'esordio con la produzione di Dallas Austin, Tim & Bob e Soulshock & Karlin.
L'album è un successo strepitoso, conquista il triplo disco di platino e sforna una hit dietro l'altra: Don't Take It Personal (Just One of Dem Days) (numero 1 per due settimane nelle R&B charts e numero 2 nella Hot 100); Before You Walk Out of My Life (numero 1 per due settimane nelle R&B charts e numero 7 nella Hot 100); Like This and Like That (pubblicata insieme a Before You Walk Out of My Life) e Why I Love You So Much (altra top10 hit sia nelle classifiche R&B che in quelle Pop). Grazie ai primi due singoli, Monica entra nella storia come l'artista più giovane, a soli 14 anni, ad aver mai avuto due numeri 1 consecutivi nelle classifiche R&B di Billboard.

### Colonne sonore e collaborazioni (1996-1997)
Nel 1996 la cantante va in tour con due gruppi capofila del panorama R&B/Hip hop, ovvero TLC e Bone Thugs-N-Harmony. Nel corso dello stesso anno pubblica il singolo Ain't Nobody in collaborazione con Treach dei Naughty By Nature, tratto dalla colonna sonora de Il professore matto, film con Eddie Murphy. Il singolo entra in top10 come b-side del quarto singolo di Miss Thang Why I Love You So Much.
Ma è nel 1997 che Monica produce il suo più famoso e importante singolo tratto da una colonna sonora. Dopo un cambio di rotta verso la Arista Records di Clive Davis, Monica entra di nuovo in alto in classifica con For You I Will, pezzo composto da Diane Warren e tratto dalla fortunata colonna sonora multiplatino del film Space Jam (da cui esce un'altra fortunatissima hit, I Believe I Can Fly di R. Kelly).
For You I Will si ferma al numero 2 nelle classifiche R&B, ma arriva fino al numero 4 della Hot 100 diventando uno dei successi più grandi della cantante. Inoltre entra nelle top40 di molti altri paesi, compresi Regno Unito, Paesi Bassi, Australia e Nuova Zelanda.

### The Boy Is Mine(1998)
Nel 1998 Monica viene contattata da Rodney "Darkchild" Jerkins per eseguire un duetto con Brandy, altra giovanissima cantante di punta degli anni novanta; il duetto dovrebbe essere il singolo d'apertura per i secondi album di entrambe le cantanti. Dopo non pochi problemi di produzione e dubbi da parte dei discografici, il singolo viene pubblicato. The Boy Is Mine, ispirata al duetto The Girl Is Mine del 1982 tra Michael Jackson e Paul McCartney, non solo diventa forse il più grande successo del 1998, ma anche uno dei singoli di maggior successo nella storia della musica secondo la Bibbia del settore Billboard.
Il singolo balza in testa alle classifiche di mezzo mondo, compresa ovviamente quella Usa, dove rimane in vetta per ben 13 settimane con oltre 2 milioni di copie vendute (un record per un disco singolo); nelle classifiche R&B il singolo rimane in testa per 8 settimane. In Canada la canzone supera addirittura il successo statunitense, rimanendo stabile al numero 1 per ben 15 settimane consecutive. The Boy Is Mine arriva al numero 1 anche nei Paesi Bassi e Nuova Zelanda e laddove non raggiunge la vetta si piazza comunque al numero 2 (Norvegia, Francia, Regno Unito) o al numero 3 (Australia, Svezia, Svizzera). Il pezzo è il primo singolo di entrambe le cantanti a entrare nella top20 della UK chart e nella classifica italiana. La canzone è il successo più grande sia nella carriera di Brandy che in quella di Monica. The Boy Is Mine regala a Monica il suo primo Grammy Award, nella categoria Best R&B Vocal Performance by a Duo or Group, oltre a un'infinità di nomination, dagli MTV Video Music Awards (Best Video Of The Year e Best R&B Video) ai Soul Train Music Awards.
Difficile sostenere il peso di un successo simile, ma dopo The Boy Is Mine il 3 ottobre 1998 Monica torna di nuovo in cima alle classifiche. Stavolta tocca al secondo singolo The First Night, un pezzo uptempo prodotto da Jermaine Dupri che rimane in cima alla Hot 100 per 5 settimane e diventa il suo quarto numero 1 nelle classifiche R&B (rimanendovi per 6 settimane). La canzone, che segna l'inizio del proficuo rapporto professionale con Dupri, è il suo ultimo singolo ad entrare nella top10 inglese e ha successo in tutto il mondo. Dupri ha utilizzato il sample di Love Hangover di Diana Ross nel comporre il beat della canzone. Con i primi due singoli Monica ottiene un totale di 18 settimane passate al numero 1 della Hot 100, diventando il secondo artista dopo Puff Daddy (19 settimane) ad aver avuto il maggior numero di settimane al numero 1 all'interno di un anno del decennio degli anni 1990.
Non contenta del successo ottenuto con i primi due singoli, Monica ottiene il suo terzo numero 1 nella Hot 100 con Angel of Mine, altra canzone (stavolta una ballad) prodotta da Darkchild e cover dell'omonima hit del gruppo inglese Eternal (forse per questo da qui in poi Monica scompare dalle classifiche britanniche). Stavolta il terzo singolo di The Boy Is Mine si ferma al numero 2 delle R&B charts, ma ha successo in molti paesi del mondo; sia in Australia che in Canada è il terzo singolo di maggior successo della cantante. Angel of Mine rimane in cima alla Billboard Hot 100 per 3 settimane tra febbraio e marzo 1999.
L'enorme successo di questi 3 singoli spinge talmente tanto le vendite del secondo lavoro dell'artista, intitolato The Boy Is Mine come il lead-single e uscito il 14 luglio 1998, che questo diventa un altro disco multiplatino, con oltre 3 milioni di copie vendute nei soli Stati Uniti. Vengono pubblicati altri 3 singoli (per un totale di 6): Street Symphony, Inside (destinato esclusivamente al mercato europeo) e Right Here Waiting, cover del successo del 1989 di Richard Marx realizzata in duetto coi 112 (destinato solo al passaggio in radio). A questo punto la popolarità di Monica è talmente cresciuta da essere considerata in tutto il globo una delle stelle giovanissime più famose nel mondo della musica.

### Cinema e TV
Nel 2000 Monica inizia la sua carriera d'attrice con ben due film: il film-tv Love Song e Boys and Girls - Attenzione: il sesso cambia tutto, pellicola con un cast pieno di giovani attori, tra cui Jason Biggs, Freddie Prinze Jr. e Alyson Hannigan. Inoltre la cantante ora anche attrice appare come guest-star in diverse serie tv, da Felicity a Beverly Hills 90210.
Con l'inizio del nuovo millennio Monica torna a lavorare anche sulle colonne sonore, che le avevano dato notevole fama negli anni novanta. Nel 2000 esce il singolo portante della colonna sonora di Big Momma House, I've Got To Have It, una collaborazione con Jermaine Dupri e Nas che utilizza un sample di Sledge Hammer di Peter Gabriel. L'anno seguente invece partecipa alla colonna sonora di Ritorno dal paradiso (Down to Earth), film con Chris Rock, col singolo Just Another Girl. Ma a differenza dei singoli precedenti, entrambe le canzoni in questione non raggiungono nemmeno la top50 americana.

### Tragedie personali
Nell'ottobre del 1998 Troy Weems, uno dei suoi migliori amici e fratello del suo fidanzato Jarvis, muore in un incidente automobilistico proprio sotto i suoi occhi, mentre lei lo stava seguendo in automobile.
Due anni più tardi mentre si reca al cimitero di Atlanta con Jarvis "Knot" Weems per rendere omaggio a Troy, Jarvis si dirige verso la sua auto e si spara un colpo di pistola in testa. L'aver assistito in prima persona al suicidio del proprio ragazzo sconvolge comprensibilmente Monica. Nel 2001 la scomparsa di Aaliyah, collega e amica della cantante, segna un altro dolore nell'animo di Monica. L'artista viene vista partecipare particolarmente distrutta al funerale di Aaliyah.
Nella seconda metà del 2002 esce il nuovo singolo di Monica, All Eyez on Me, un pezzo dal sapore estivo e dalle sonorità frizzanti firmato Darkchild, parecchio distante dalle altre produzioni della cantante. All Eyez on Me, che dovrebbe essere l'apripista del terzo album, entra per poco solo nelle top40 australiane e neozelandesi, e si rivela un ulteriore flop. Il materiale registrato per il nuovo album viene messo in circolazione su internet, e così il progetto viene abbandonato e l'album All Eyez on Me esce solo in Giappone.

### After the Storm(2003)
Quando il successo dei primi 2 album sembra ormai lontano e la popolarità di Monica è in continuo e forte declino, l'artista non si arrende e decide di affidarsi a nuove produzioni per pubblicare finalmente il suo terzo album. La madre di Aaliyah, Diane Haughton, presenta Monica alla superstar dell'Hip-Hop Missy Elliott, da qualche anno passato anche alla produzione di altri artisti. Missy contribuisce notevolmente alla produzione dell'album, portando la musica di Monica a un ulteriore sviluppo.
Nel giugno del 2003 dopo uno iato durato 5 anni esce After the Storm, dal titolo più che esplicativo. L'album debutta direttamente al numero 1 nella Billboard Hot 200 diventando il debutto più alto di tutta la sua carriera, e si rivela il suo lavoro più acclamato dalla critica.
La maggior parte dei testi sono scritti anche da Monica, che attinge alle drammatiche esperienze personali rendendo il disco uno dei progetti più onesti e veri degli ultimi anni. Inoltre l'innovativa produzione di Missy Elliott, che usa campionamenti di pezzi soul del periodo Old School rielaborandoli in maniera originale, apre la strada a un trend che verrà imitato abbondantemente negli anni seguenti.
Il primo singolo So Gone dona a Monica la sua quinta numero 1 nella classifica R&B, ed è la sua prima top10 hit nella Hot 100 dal 1999.
So Gone rimane in testa alle R&B charts per 5 settimane e viene proclamato come singolo urban più trasmesso in radio nel 2003. La novità sta soprattutto nel fatto che con questa canzone Monica esordisce come rapper, esortata dalla poliedrica Missy Elliott. Il contrasto tra l'abile strofa rap e il talento da cantante dà alla canzone un'atmosfera particolare e imprevedibile, ben lontana dal resto della musica R&B. Tweet (altra protetta di Missy Elliott) e Busta Rhymes vengono contattati per collaborare a un remix del singolo.
So Gone rimane nella top40 della Hot 100 per 20 settimane, e si piazza al numero 39 nella classifica di Billboard dei 100 pezzi più famosi del 2003. Nella classifica di fine anno della categoria R&B/Hip-Hop raggiunge invece il quarto posto.
In seguito al successo di So Gone vengono pubblicati simultaneamente le altre 2 tracce dell'album prodotte da Missy, la club hit Get It Off e il singolo mid-tempo Knock Knock. Le due tracce vengono mixate per apparire nello stesso video, come accade in molti video di Missy.
Come ultimo singolo viene pianificata l'uscita di Don't Gotta Go Home, duetto con DMX, ma vari intoppi rendono impossibile la pubblicazione di questo singolo. La scelta cade allora su U Should've Known Better, R&B ballad scritta da Monica e prodotta dal fedele Jermaine Dupri per l'album mai uscito All Eyez On Me, poi comparsa su After The Storm. Nel 2004 il singolo diviene un successo inaspettato, arrivando fino al numero 6 delle classifiche R&B e al 19 di quelle Pop. Il successo di U Should've Known Better spinge ulteriormente le vendite dell'album, ormai disco di platino, quasi un anno dopo la sua uscita sul mercato.

### The Makings Of Me(2006)
Dopo essere tornata alla ribalta con la sua terza fatica, Monica si prende una meritata pausa che culmina il 21 maggio 2005 con la nascita del suo primo figlio, Rodney Ramone Hill III, avuto col compagno Rodney “Rock” Hill Jr., cofondatore della Rowdy Records.
Con l'aiuto dei collaboratori di vecchia data Jermaine Dupri e Missy Elliott, il 3 ottobre 2006 Monica pubblica a 3 anni di distanza dal suo ultimo disco il suo quarto album, The Makings of Me. Il primo singolo Everytime Tha Beat Drop è prodotto da Dupri e rappresenta una svolta nella crescita musicale di Monica: la cantante, da sempre legata al R&B tradizionale, seppur spesso innovativo, concede la sua voce a questo esempio ruvido e chiassoso di musica snap, un sottogenere Hip hop nato ad Atlanta con cui sono definiti anche Grillz di Nelly e Lean Wit It, Rock Wit It dei Dem Franchize Boyz, i quali collaborano a Everytime Tha Beat Drop.
Il secondo singolo, A Dozen Roses (You Remind Me) è ben diverso dal primo, e in qualche modo lega Monica allo stile di After The Storm: questa canzone, prodotta ancora da Missy Elliott, unisce un sample di The Makings Of You di Curtis Mayfield a sonorità contemporanee. Né l'album né i singoli hanno il successo sperato. The Makings Of Me rimane per ora il disco di Monica dalle vendite più scarse e deludenti; Sideline Ho entra nelle classifiche R&B come tentativo di incrementare le vendite dell'album.

### Still Standing: tv show e album (2008-2010)
Il 5 agosto 2008 Monica fa il suo debutto nel mondo dei reality show sulla Peachtree Tv con un documentario di un'ora dal titolo Monica:The Single, in cui vengono mostrati i restroscena della scelta ed eventuale promozione di un singolo apripista per un nuovo album. Il singolo preso in considerazione si chiama Still Standing e vede la partecipazione del rapper Ludacris, ma la cantante e l'etichetta non trovano un accordo in questione e quindi questa scelta viene abbandonata. Nel 2009 Monica partecipa all'incisione di un duetto con Keyshia Cole per il terzo album della collega, e il brano, intitolato Trust diventa un singolo che entra nella top10 della classifica R&B di Billboard. Nel corso dello stesso anno la cantante produce uno spin-off tratto dal suo documentario che diventa un reality di 12 episodi. Lo show viene chiamato Monica:Still Standing e debutta su BET il 27 ottobre 2009, subito dopo i BET Hip-Hop Awards. Il reality si concentra sulla vita personale dell'artista, divisa tra la produzione del suo nuovo album e gli impegni famigliari, e nonostante abbia un profilo completamente diverso dagli altri reality in circolazione, che si concentrano soprattutto su violenza e scandali, lo show supera i 3 milioni di spettatori durante i primi due episodi, diventando il secondo debutto più alto nella storia di BET.
Still Standing diventa anche il titolo del quinto album della cantante, che esce il 19 marzo 2010 e segna un ritorno alle origini per Monica, dopo il deludente risultato di The Makings of Me. "Sto tornando da dove sono partita" spiega la cantante "Mi piacerebbe che nel prossimo album la gente possa ascoltare più canzoni come Why I Love You So Much, Angel of Mine, o le cose che la gente ama davvero da me [...]." Con produzioni di Ne-Yo, Missy Elliott, Bryan-Michael Cox e Stargate, il disco è molto vicino alle sonorità R&B tradizionali che hanno reso famosa la cantante. Il ritorno al passato funziona, visto che porta anche un ritorno ai vertici delle classifiche. Still Standing esce il 19 marzo 2010 e debutta al numero 2 della Billboard 200 con 184 000 copie vendute, riportando la cantante al successo del suo terzo album, After the Storm. Anche il primo singolo ufficiale tratto dall'album, Everything to Me, prodotto dalla fidata Missy Elliott, riporta Monica al successo in classifica: uscito nelle radio statunitensi nel gennaio del 2010, il singolo arriva al numero 1 della Hot R&B/Hip-Hop Songs di Billboard durante la sua nona settimana di permanenza in classifica, diventando il sesto numero 1 per Monica nella suddetta classifica, a quasi sette anni di distanza dall'ultimo numero 1, So Gone nel 2003. Il 21 aprile 2010, a un mese dalla pubblicazione, Still Standing ottiene il disco d'oro dalla RIAA.

### New Life, Code Red (2011 - presente)
Nel 2011 Monica ha partecipato alla prima edizione di The Voice in qualità di adviser del coach CeLo Green. Nello stesso periodo, in seguito al fallimento della J Records, Monica passa sotto il controllo della RCA Records. Successivamente la cantante pubblica i singoli Anything (To Find You, Until It's Gone e It All Belongs to Me, quest'ultimo in collaborazione con Brandy, artista insieme alla quale Monica aveva interpretato la più grande hit di entrambe The Boy Is Mine. Tali brani vengono inseriti nell'album New Life, pubblicato nel 2012. Sempre nel 2012 realizza una collaborazione con vari artisti gospel nel brano Hold On, il quale riceve una nomination ai Grammy Awards come Best Gospel Song.
Nel 2013 l'artista reinterpreta il classico natalizio Have Yourself a Merry Little Christmas per il film The Best Man Holiday; la cover include un nuovo arrangiamento prodotto da Jermaine Dupri. Segue la pubblicazione dell'album Code Red, anticipato dal singolo Just Right For Me, in collaborazione con Lil Wayne. Il disco si rivela tuttavia il più grande insuccesso commerciale di Monica, ed in seguito alla sua pubblicazione l'artista lascia in via definitiva la RCA Records. Ciononostante, Monica porta comunque avanti un tour per la promozione del disco. In seguito a ciò, Monica fonda la sua casa discografica MonDeenise Music, diventando dunque un'artista indipendente.
Nel dicembre 2018, dopo oltre 2 anni di completa assenza nel mercato musicale, Monica pubblica il singolo Be Human e lancia la sua associazione umanitaria The Be Human Foundation. Nel 2019 pubblica il singolo Commitment, riuscendo a raggiungere la vetta della classifica Adult R&B Songs: è stata la prima numero 1 in una qualsiasi classifica per Monica in 9 anni. Seguono i singoli Me + You, pubblicato sempre nel 2019, e Trenches feat. Lil Baby, che viene pubblicato invece nel 2020 in concomitanza alla partecipazione di Monica alla web serie Verzuz: in tale occasione ha luogo l'ennesimo confronto con Brandy. Nel 2022 collabora con Ty Dolla Sign nel singolo Friends.

## Discografia
- 1995 – Miss Thang
- 1998 – The Boy Is Mine
- 2002 – All Eyez on Me
- 2003 – After the Storm
- 2006 – The Makings of Me
- 2010 – Still Standing
- 2012 – New Life
- 2015 – Code Red

## Filmografia

### Cinema
- Boys and Girls - Attenzione: il sesso cambia tutto (Boys and Girls), regia di Robert Iscove (2000)

### Televisione
- Living Single – serie TV, episodio 1x24 (1996)
- New York Undercover – serie TV, episodio 2x26 (1996)
- Beverly Hills 90210 – serie TV, episodi 7x29 e 9x23 (1997-1999)
- Felicity – serie TV, episodio 4x04 (2001)
- American Dreams – serie TV, episodio 2x02 (2003)
- Star – serie TV, episodio 1x12 (2017)